# Ledro
Ledro (Léder, en dialecte du Trentin) et Lehder (en allemand) est une commune italienne d'environ 5 300 habitants située dans la province autonome de Trente dans la région du Trentin-Haut-Adige dans le nord-est de l'Italie.
Ledro est née de l'union des six anciennes communes de Pieve di Ledro, Bezzecca, Concei, Molina di Ledro, Tiarno di Sopra et Tiarno di Sotto à la suite du référendum du 30 novembre 2008,, dont les résultats ont été officialisés dans la loi N° 1/2009 du 13 mars 2009 de la région Trentin-Haut-Adige. La nouvelle commune existe depuis le 1er janvier 2010.

## Administration
| Période                                  | Période | Identité | Étiquette | Qualité |
| ---------------------------------------- | ------- | -------- | --------- | ------- |
|                                          |         |          |           |         |
| Les données manquantes sont à compléter. |         |          |           |         |

### Hameaux
Tiarno di Sopra, Tiarno di Sotto, Pieve di Ledro, Bezzecca, Concei, Enguiso Lenzumo, Locca, Molina di Ledro,  Biacesa, Pré di Ledro, Mezzolago, Legos

### Communes limitrophes
Les communes limitrophes sont  Bleggio Superiore, Bondone, Borgo Chiese, Borgo Lares, Fiavé, Limone sul Garda, Magasa, Nago-Torbole, Pieve di Bono-Prezzo, Riva del Garda, Storo, Tenno, Tione di Trento et Tremosine.